# Ctenomys tulduco
Ctenomys tulduco és una espècie de mamífer rosegador de la família dels ctenòmids. És endèmic de la província de San Juan (Argentina). Se sap molt poca cosa sobre el seu hàbitat i la seva història natural, en gran part perquè fins ara només se l'ha trobat en una sola localitat. La seva distribució té una extensió de menys de 500 km². Es desconeix si hi ha cap amenaça significativa per a la supervivència d'aquesta espècie.